# Hein Mück
Hein Mück aus Bremerhaven war ein Bremerhavener Stadtoriginal und ist eine Figur aus dem gleichnamigen bekannten Schlager von Charles Amberg und Willy Engel-Berger.

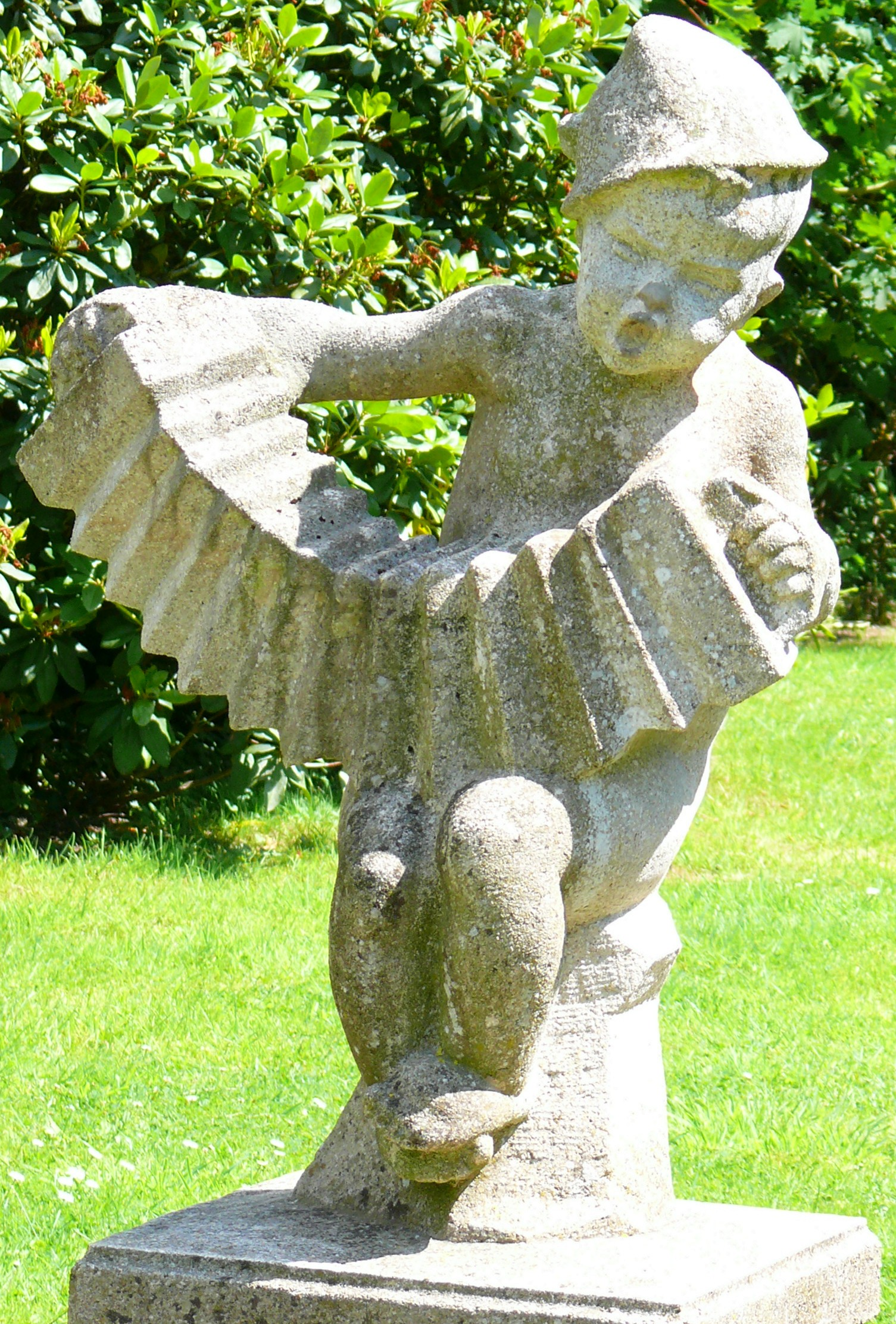
Skulptur eines „jugendlichen“ Hein Mück im Bremerhavener Bürgerpark
etwa 1 Meter hoch

## Biografie

### Heinrich Soltziem
Am häufigsten wird Heinrich Soltziem, (* 9. Oktober 1895 in Großen Luckow; † 23. April 1967 in Penzlin) als Hein Mück aus Bremerhaven gesehen. Er kam 1904 mit seinen Eltern nach Lehe bei Bremerhaven, wo er auf der Rickmers Werft eine Lehre als Schiffszimmermann machte. Ob er anschließend jemals zur See fuhr, ist umstritten. Im Ersten Weltkrieg diente er bei der III. Matrosen-Artillerie-Abteilung auf den Weserforts Brinkamahof. Hier wurde er durch sein Ziehharmonikaspiel und seinen großen Appetit bekannt. Letzteres brachte ihm den Spitznamen „Mück“ ein, benannt nach dem Essnapf (Muck). Nach dem Krieg arbeitete er als Zimmermann in Penzlin in Mecklenburg. Bis zu seinem Tod war er Mitglied des Männerchores Penzlin 1907. Er besuchte in jener Zeit öfter Bremerhaven, wo weiterhin einige seiner Geschwister lebten.

### Heino Mühlenbeck

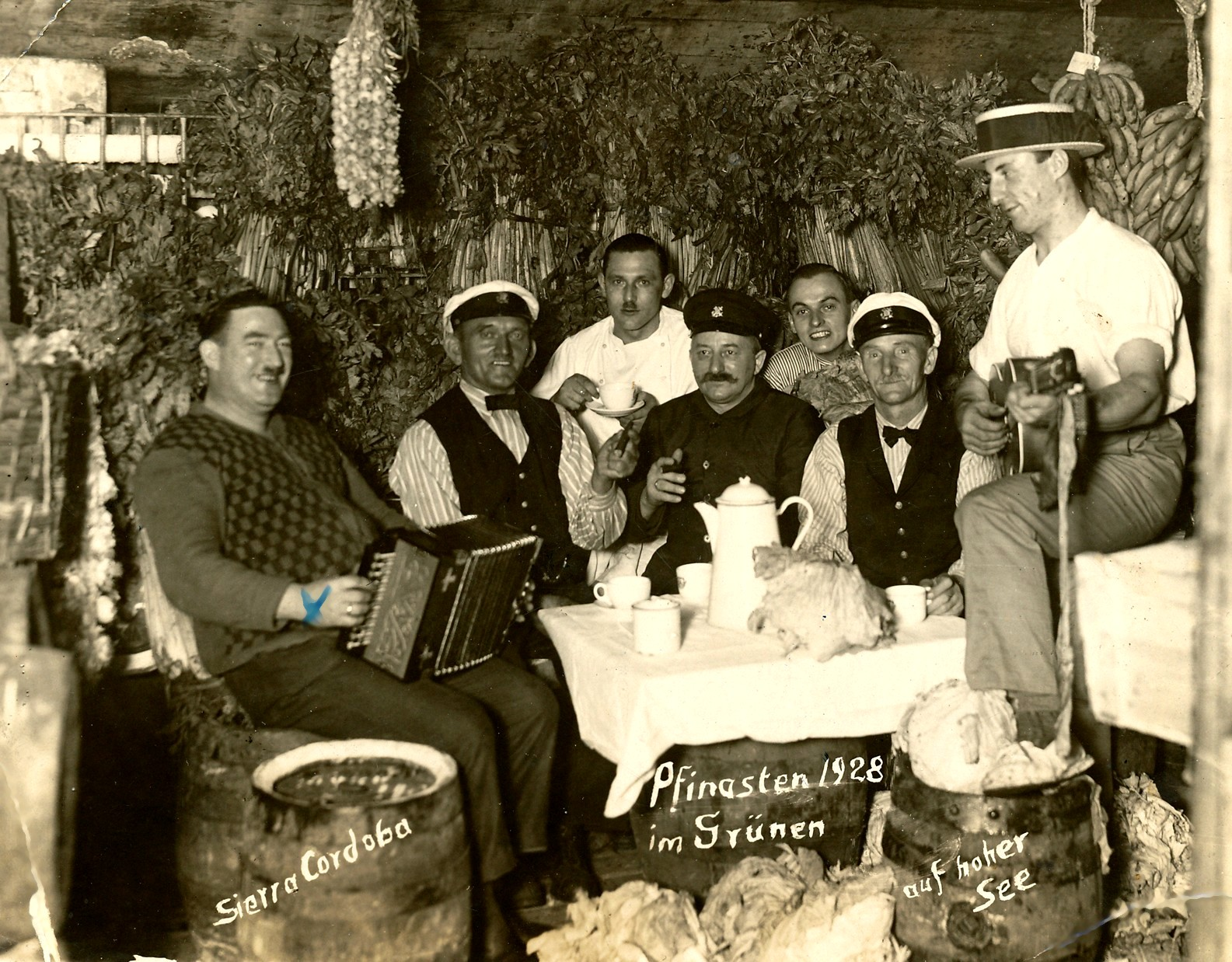
Heinrich Mühlenbeck (mit Akkordeon links) im Kreise seiner Kameraden zu Pfingsten 1928 auf der Sierra Cordoba

Der Spadener Heino Mühlenbeck ist der Meinung, dass sein Großvater Hein Mück gewesen ist. In mehreren Generationen hießen seine Vorfahren Heinrich oder Heino Mühlenbeck und wurden immer Hein Mück genannt. Mühlenbeck denkt, dass sein Opa zwar nicht so bekannt war, wie andere, denen der Name zugeschrieben worden ist, aber dass er der erste „Hein Mück“ gewesen ist. Er wurde 1850 in Lehe geboren. Ein Foto zeigt seinen Opa Pfingsten 1928 auf hoher See. Er fuhr auf der Sierra Cordoba als Fleischer um die Welt. „Damals waren noch lebende Tiere mit an Bord. Der Fleischer hat sie küchenfertig gemacht“, berichtet Heino Mühlenbeck von seinem Großvater. Sein Akkordeon hatte er immer dabei – das Foto zeigt ihn in froher Runde mit seinen Kameraden. Heino Mühlenbecks Vater hat Hein Mück auch in Europa bekannt gemacht. Mit einigen Fleischerkollegen war er 1958 bei der Fußball-Weltmeisterschaft in Schweden mit einem großen Plakat unterwegs. „Mit Hein zur Weltmeisterschaft“ stand darauf zu lesen. Mit dem Foto eines Matrosen in einem Boot, das Bremerhaven hieß, war er im Fernsehen und in mehreren Zeitungen.

## Hein Mück: Symbolfigur Bremerhavens
Vermutlich gab es die Figur des geselligen, die Welt bereisenden Seemanns Hein Mück in Seefahrerkreisen auch schon vor Heinrich Soltziem oder Heino Mühlenbeck – zu wirklicher Bekanntheit kam sie jedoch erst mit dem 1930 erschienenen Schlager Hein Mück aus Bremerhaven nach einem Text von Charles Amberg und Musik von Willy Engel-Berger. Das Stück wurde in der Folge u. a. von Hans Albers und Lale Andersen gesungen und dadurch sehr populär. Es gehört immer noch zum Repertoire vieler Shanty-Chöre.

„In den fernsten Zonen,
wo nur Menschen wohnen,
sogar im wilden Feuerland,

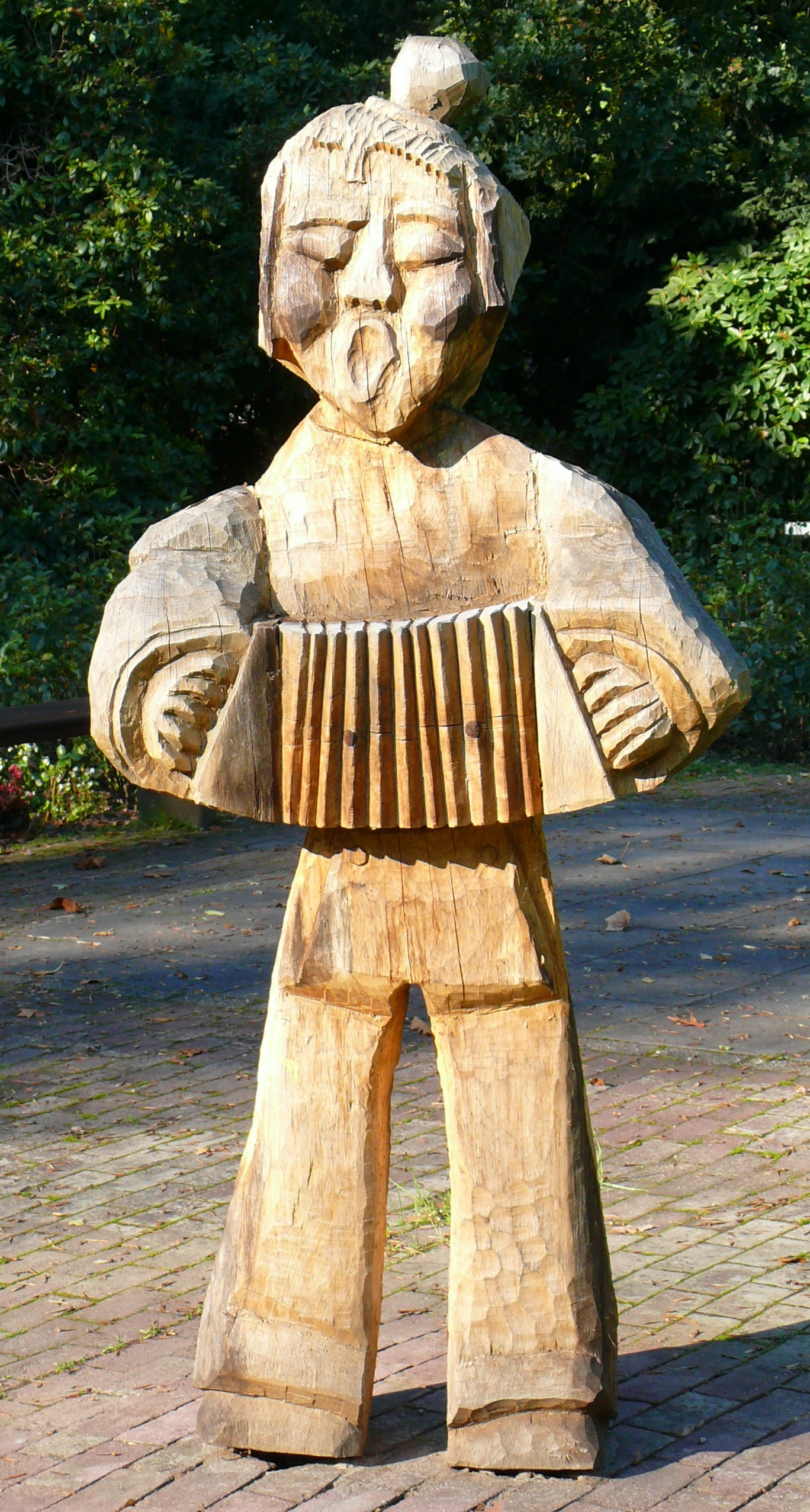
2011 geschaffene Hein-Mück-Figur im Rosengarten des Bremerhavener Bürgerparks

kennt man Hein Mück von der Waterkant!
Er ist ein Matrose
mit ’ner weiten Hose
die Mädchen sind ganz aus Rand und Band,
sehn sie Hein Mück von der Waterkant!
Backbord und Stüerbord!
Heut wird’s mal wieder groß.
Stürmisch ist die Nacht,
heute ist der Deubel wieder los!
Hein Mück aus Bremerhaven ist allen Mädchen treu
er hat nur eine feste Braut und zwanzig nebenbei.
Die eine in Havanna,
die andere in Hawaii
und auch in Nagasaki
wartet eine Butterfly.
Sein Herz ist groß,
das Meer ist weit
Und fort ist er so lange Zeit!
Hein Mück aus Bremerhaven
hat bei den Mädchen Glück
doch seine alte Liebe
ist und bleibt sein bestes Stück.“

Auch wenn der Protagonist aus dem Schlager nicht identisch mit dem „echten“ Hein Mück ist, wurde er wegen der Bekanntheit dieses Liedes eine Symbol- und Werbefigur für Bremerhaven, mit der die Stadt lange Zeit intensiv warb.
Der Bremerhavener Künstler Günther Bockelmann trat bis zu seinem Tode als „Hein Mück aus Bremerhaven“ auf und warb dadurch auch für die Stadt.
Darüber hinaus ist Hein Mück auch eine Figur im Roman Seefahrt ist not! von Gorch Fock wie auch der Spitzname des Abwehrseglers Leutnant zur See Christian Nissen im Zweiten Weltkrieg.
Die Bürger Bremerhavens hatten die Möglichkeit abzustimmen, welche Figur zukünftig ihr Stadtbild verschönern soll. Gewinner wurde Hein Mück, der musikalische und kameradschaftliche Matrose aus der Segelschiffzeit. Vielen Bremerhavenern ist sein Name, der für Lebensfreude, Weltoffenheit und Unbekümmertheit steht, noch bekannt. Deshalb soll der sympathische Matrose maritime Tradition und Moderne miteinander verbinden und der Seestadt Bremerhaven ein Stadtbild verleihen, das auch auswärtigen Besuchern positiv in Erinnerung bleibt.
Das Projekt „Kunstparade Bremerhaven“ wurde 2010 von Studentinnen der Hochschule Bremerhaven ins Leben gerufen. Der Reinerlös aus dem Verkauf der Hein-Mück-Figuren kommt dem Projekt „Familie im Stadtteil“ der Initiative Jugendhilfe Bremerhaven e. V. zugute.

## Deutschlandweite Bekanntheit

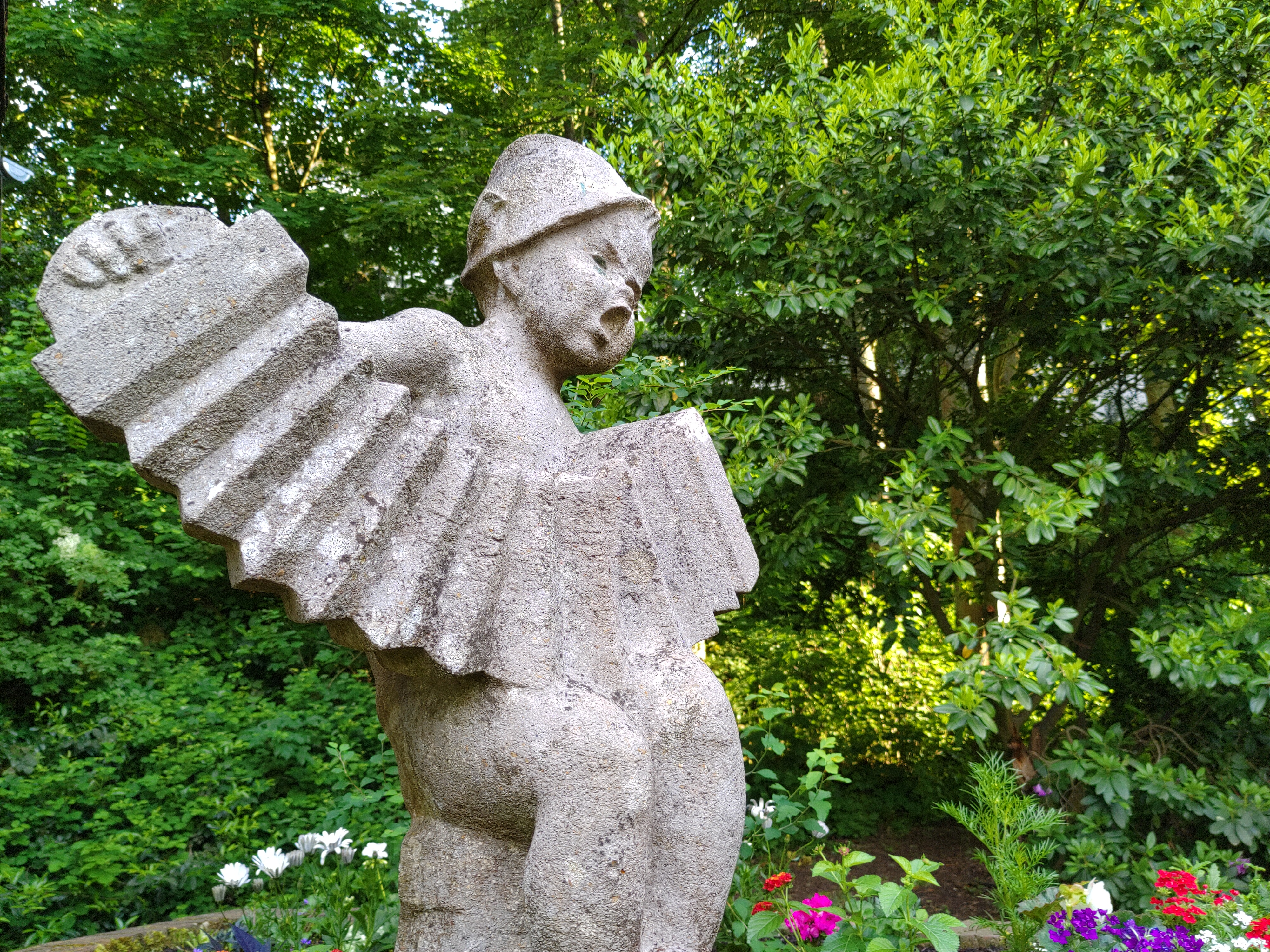
Duplikat der Skulptur des „jugendlichen“ Hein Mück aus dem Bürgerpark Bremerhaven

Die Figur des Hein Mück ist über die Grenzen Bremerhavens bekannt. So steht zum Beispiel im Stadtpark Dudweiler ein Duplikat der Skulptur des „jugendlichen“ Hein Mück aus dem Bremerhavener Bürgerpark, 1929 geschaffen von Edmund Meusel. 

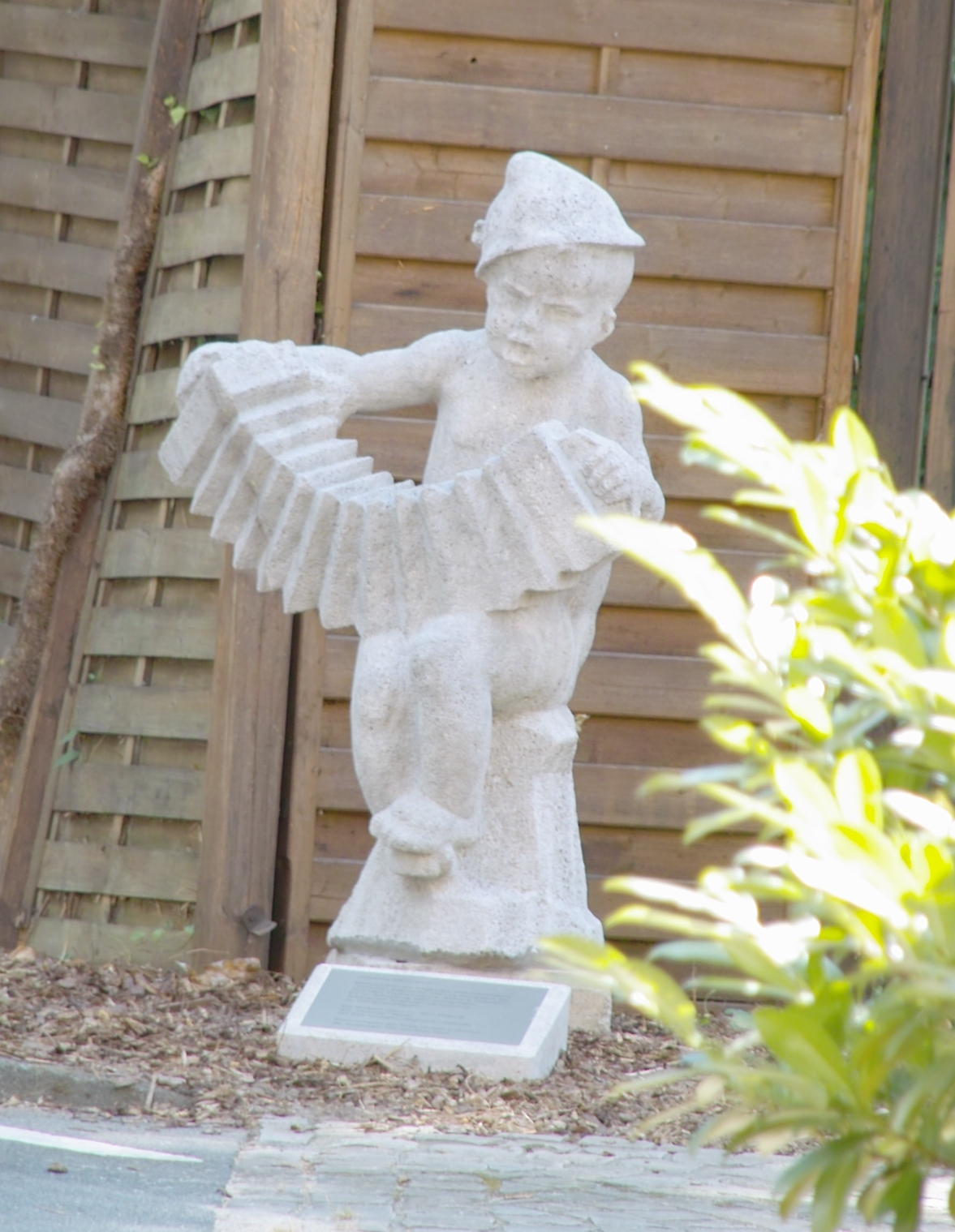
Maskottchen der Cantulia Neuerburg KG

Ein weiteres Exemplar dieser Figur steht als Maskottchen vor der Akkordeon-Fabrik Cantulia in Siegburg. Auch im Kurpark von Bad Dürrenberg findet sich ein identischer Abguss des Meusel’schen Steingusswerkes.